# Cameron Howieson
Cameron Drew Neru Howieson (Dunedin, 22 de dezembro de 1994) é um futebolista neozelandês que atua como meia-atacante. Atualmente defende o Auckland FC.

## Carreira em clubes
Após passar pelo Mosgiel, equipe amadora de seu país, Howieson passou ainda pela Academia de Futebol da Ásia-Pacífico até 2011, quando foi levado para as categorias de base do Burnley, onde profissionalizou-se em março de 2012, assinando um contrato de dois anos e meio com os Clarets, mesmo sendo pretendido por Newcastle e Liverpool, graças a seu desempenho na FA Youth Cup. Sua estreia oficial deu-se em abril, contra o Birmingham City, substituindo Josh McQuoid. O fato rendeu um recorde a Howieson: tornou-se o jogador mais novo a disputar uma partida da Segunda Divisão inglesa, batendo seu compatriota Chris Wood, que estreara contra o Portsmouth em 2009

## Seleção
Howieson, antes de ser escolhido para defender a Seleção Neozelandesa de Futebol, ficou em dúvida sobre qual seleção defenderia: Escócia (terra natal do pai do meia-atacante), Inglaterra ou Samoa (país natal de sua mãe); tendo optado em defender a Nova Zelândia, foi convocado para atuar no Campeonato Sub-17 da OFC.
Fez parte ainda do elenco que disputou a Copa das Nações da OFC de 2012, onde os neozelandeses ficaram na terceira colocação.

## Títulos
Doncaster Rovers
- Football League One: 2012–13

Team Wellington
- Campeonato Neozelandês: 2016–17

Auckland City
- Liga dos Campeões da OFC: 2017, 2022, 2023 e 2024
- Campeonato Neozelandês: 2017–18, 2019–20 e 2021–22

Seleção Neozelandesa
- Copa das Nações da OFC: 2024